# Elis Åslund
Pour les articles homonymes, voir Åslund.
Johan Elis Åslund, né le 2 février 1872 à Tuna et mort le 18 mai 1956 à Djursholm, est un peintre, graphiste et sculpteur suédois.

## Biographie
Fils de l'artiste Daniel Åslund et de Catharina (Karin) Elisabeth Grahn, il est le frère d'Helmer Osslund et de l'écrivaine Frida Åslund.
Elis Åslund exerce pendant un certain temps dans un atelier de meubles, puis se forme comme sculpteur d'ornement à l'école technique (aujourd'hui Konstfack) et à l'école supérieure d'art industriel de Stockholm (1892-1895). Il poursuit ses études à l'étranger, à Copenhague, Munich (1898—1899), Rome (1899-1901) et Londres (1901-1907) avec des pauses pour des voyages plus courts à Paris et des études de sculpture à l'Académie Colarossi.
Elis Åslund peint des paysages avec des motifs tirés du nord de la Suède puis, lors de ses séjours à l'étranger produit des portraits tels ceux de Gustave V, de Tora Teje ou encore de l'archevêque Nathan Söderblom. Après ses années londoniennes, il passe une dizaine d'années à Leksand où il peint « d'authentiques paysages suédois avec des gens de la vallée les week-ends et les jours fériés ».
Il s'installe ensuite à Djursholm où il finit sa vie.
Ses œuvres sont conservées, entre autres, au Nationalmuseum.
Il est le père de l'artiste Carl Daniel Åslund (sv).